# Clubiona newnani
Clubiona newnani är en spindelart som beskrevs av Ivie och Barrows 1935. Clubiona newnani ingår i släktet Clubiona och familjen säckspindlar. Inga underarter finns listade i Catalogue of Life.